# Фондација „Подржи живот”
Фондација „Подржи живот” је хуманитарна организација основана у марту 2014. године, на иницијативу глумца Сергеја Трифуновића. Увидевши да у Србији има доста болесне деце којој је потребна помоћ, решио је да укаже на тај проблем друштвено одговорним ангажовањем.

## Циљеви
Фондација „Подржи живот” има за циљ унапређење социјалне и здравствене заштите деце у Србији, спроводећи различите хуманитарне активности, ради прикупљања потребних средстава за лечење деце, за операције у земљи и иностранству, куповину лекова и медицинских помагала.

## Хуманитарна акција
Хуманитарна акција за болесну децу се покреће подношењем молбе од стране родитеља болесног детета, који је дужан да достави и лекарску документацију, као и предрачун за лечење у болничкој установи у Србији, или ван ње, за набавку лекова, ортопедских помагала и других средстава неопходних за несметан живот детета.
Након приспећа документације, лекарска комисија фондације, сачињена од врхунских лекара специјалиста педијатрије, узима у разматрање пристигле молбе, врши њихову стручну анализу и даје препоруку Управном одбору фондације, да донесе одлуку о покретање хуманитарне акције.
Управни одбор, сачињен од еминентних личности из области науке, књижевности, културе, образовања, спорта и других области, разматра препоруке лекарске комисије и доноси одлуке о покретању хуманитарне акције.
Фондација „Подржи живот” помоћу својих медијских канала, али и партнера, врши јавно анимирање грађана Србије да подрже хуманитарне акције фондације, кроз слање хуманитарних СМС порука на број 5757, чиме се донира 100 РСД и директним уплатама донација на текуће рачуне.
Након окончања хуманитарне акције, прикупљени новац се уплаћује директно установама у којима се врши лечење или код којих се врши набавка лека или неког другог медицинског помагала.
Фондација „Подржи живот” строго води рачуна да средства директно иду на рачун клиника, те да се иста не уплаћују родитељима, већ се наменски преусмеравају, у циљу избегавања злоупотребе.

## Подршка фондацији
Фондацију подржавају многе успешне компаније у Србији, које са њом имају закључен уговор о међусобној сарадњи, па многе од њих на месечном нивоу уплаћују одређена средства, док поједине компаније организују различите хуманитарне акције. Такође је фондација подржана и од стране мањих група грађана, грађанских и студентских удружења, који у складу са својим могућностима дају свој допринос у хуманитарном раду.

## Чланови Управног одбора
- Сергеј Трифуновић (глумац)
- Светислав Басара (књижевник)
- проф. др Радослав Божовић (социолог и књижевник)
- Драган Јаћимовић (алпиниста)
- Жарко Паспаљ (кошаркаш)

## Амбасадори Фондације
Амбасадори представљају фондацију и хуманитарни број 5757.
- Саво Милошевић (фудбалер)
- Ивана Шпановић (атлетичарка)
- Никола Ђуричко (глумац)
- Нина Јанковић (глумица)
- Петар Стругар (глумац)
- Сузана Златановић – Луна Лу (водитељка)
- Бранислав Трифуновић (глумац)
- Милица Мандић (спортисткиња)
- Зоран Кесић (водитељ)
- Бојана Стаменов (певачица)
- Уна Сенић (водитељка)
- Димитрије Бањац (глумац)
- Никола Шкорић (глумац)
- Дејан Ћирјаковић (глумац)
- Марко Шелић – Марчело (музичар)
- Вукашин Марковић (музичар)
- Биља Крстић (певачица)
- Урош Ћертић (каскадер)
- Предраг Вуковић Пеђолино (аниматор и водитељ)

## Оснивачи Фондације
- Сергеј Трифуновић
- Верица Шеган

## Фондација „Подржи Живот”
- Ратомир Антоновић – Управитељ
- Катарина Данојлић – Пројект менаџер